# 鑽石山荷里活廣場謀殺案
鑽石山荷里活廣場謀殺案，或稱荷里活廣場斬人案、荷里活廣場斬人謀殺案、鑽石山斬人案、荷里活廣場兇案，是指2023年6月2日下午5時許在香港九龍鑽石山發生的隨機殺人案。案件中，一名39岁、有精神病史的男子手持利刀在荷里活廣場內施襲，2名遇襲女子被襲擊至傷重不治；期間有民眾阻止行兇。警察接報到場後拘捕該名男子。
案發後備受政府、公眾及媒體關注，並引起公眾討論精神病患者治療過程是否有效、精神病患者重返社會後的影響。這是繼2010年葵盛東邨發生同類事件後，相隔13年後香港再度發生「精神病人襲擊途人致死事件」，另外也引起對於此案的模仿效應。

## 人物
疑凶
司徒成光（39歲），長期無業，居住在九龍黃大仙區慈雲山慈樂邨，與家人同住。2名死者與兇手都互不相識。患妄想型精神分裂症，曾住院以及需要定期覆診，2023年3月曾向醫生求醫，之前亦有涉及家暴的報案紀錄。
受害者
- 方曉彤（26歲，洋名Daniel）是家中獨女，在餐廳任職[13][16]。
- 劉繼禧（22歲，洋名Amber）是尖沙咀一間髮型屋的髮型師，並兼職酒吧侍應。劉繼禧是在兼職的酒吧認識方曉彤。事發時劉繼禧與方曉彤逛商場後打算參加方家爺爺生日壽宴，2名死者生前與朋友同居在新界大埔區大美督龍尾村[13][17]。

## 經過

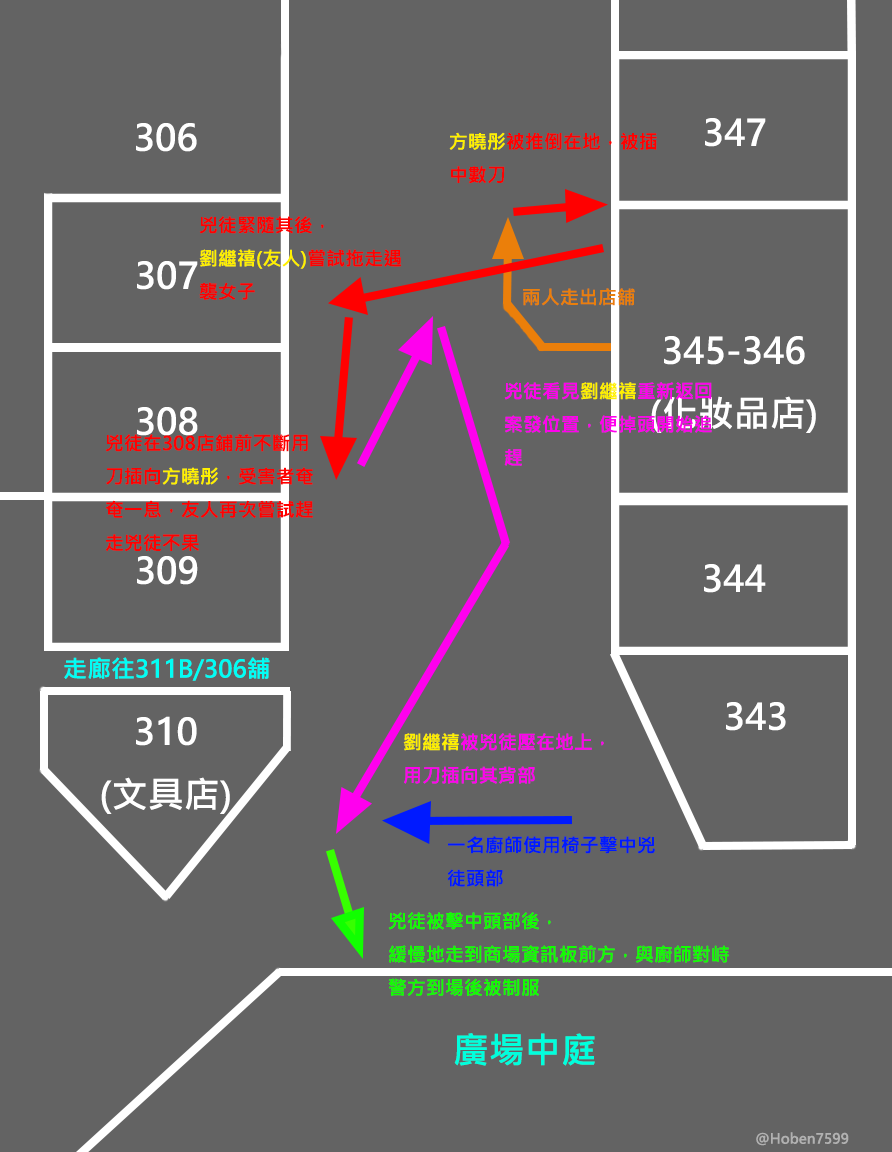
案件事發經過

2023年6月2日下午5時許，一名光頭男子（司徒成光，39歲）身穿白色背心、黑色短褲、背斜孭袋單獨走進荷里活廣場，隨即到二樓生活家品店「生活館（Life Kan）」挑選並購買一把長約12吋未開封的刺身刀，之後在商場徘徊數分鐘。
下午5時10分，光頭男子在商場三樓一間345-346號舖莎莎化妝品店門外，突然持刀多次捅向一名穿黑衫的短髮女子（方曉彤，26歲）背部，事前並無任何接觸或者交涉。短髮女子隨即倒地，光頭男子再上前繼續刺向短髮女子的心臟位置。同行長髮女子（劉繼禧，22歲）一度上前推開光頭男子，打算拉走並嘗試保護已倒地的同伴，但不成功。長髮女子拖行短髮女子離開，但光頭男子繼續追插，並刺傷長髮女子的頸部，再朝短髮女子的心臟位置繼續插入，至最後短髮女子在商場三樓一間309號舖香港棋院外臥在地上奄奄一息。光頭男子之後欲離開，但行走數步後突然轉身向長髮女子追斬。在商場三樓一間310號舖Sanrio Gift Gate精品專賣店外，施襲光頭男子左手按壓長髮女子在地，右手持刀捅向長髮女子背部，長髮女子身中數刀並倒臥在店外。
警方到場前，多名市民（其中一人為聖約翰救傷隊成員及童軍領袖胡卓豪）為傷者進行急救及阻止施襲光頭男子，於商場三樓一間306號舖粵式酒家聯盛宴工作的廚師「輝哥」（何兆輝，64歲）用椅擊中光頭男子頭部，他形容光頭男子一臉愕然，並再行前一步，「輝哥」於是再次使用短椅擊中光頭男子頭部，然而光頭男子卻沒有還擊，慢慢走到身後的指示牌旁站立，「輝哥」及後接受訪問時表示該名男子「揸住刀企咗一陣間，佢就喊得好淒涼，我理解佢嗰刻醒咗，或者係知自己做錯咗咩事。」「輝哥」見對方原地站立，亦手挽兩凳戒備，以防對方再施襲。期間商場職員協助疏散，另有一男一女協助為傷者急救。
下午5時15分，警方接獲多名市民報案，指於荷里活廣場三樓發生襲擊案，警員在四分鐘内趕到現場。施襲光頭男子作出輕微抵抗後，當場被四名持盾警員制服，現場地面遺下大灘血跡及染血紙巾。大批警員及反恐特勤隊之後到場拉起封鎖線調查，並向店舖了解情況。

## 後續
兩名女子胸口和頸部分別有多處刀傷及大量出血，由救護車送往聯合醫院搶救，送院時昏迷，兩人先後因失血過多於2023年6月2日下午6時6分及6時47分證實死亡。事後大量商舖提早落閘關門，案發現場架設多塊圍板，東九龍總區重案組在案發現場以及涉案家品店進行近五小時調查及搜證，至晚上10時35分，重案組人員在現場檢走一把12吋長、呈輕微彎曲狀的染血刺身刀（於家品店所購買的刺身刀），並在不同位置拍照記錄。

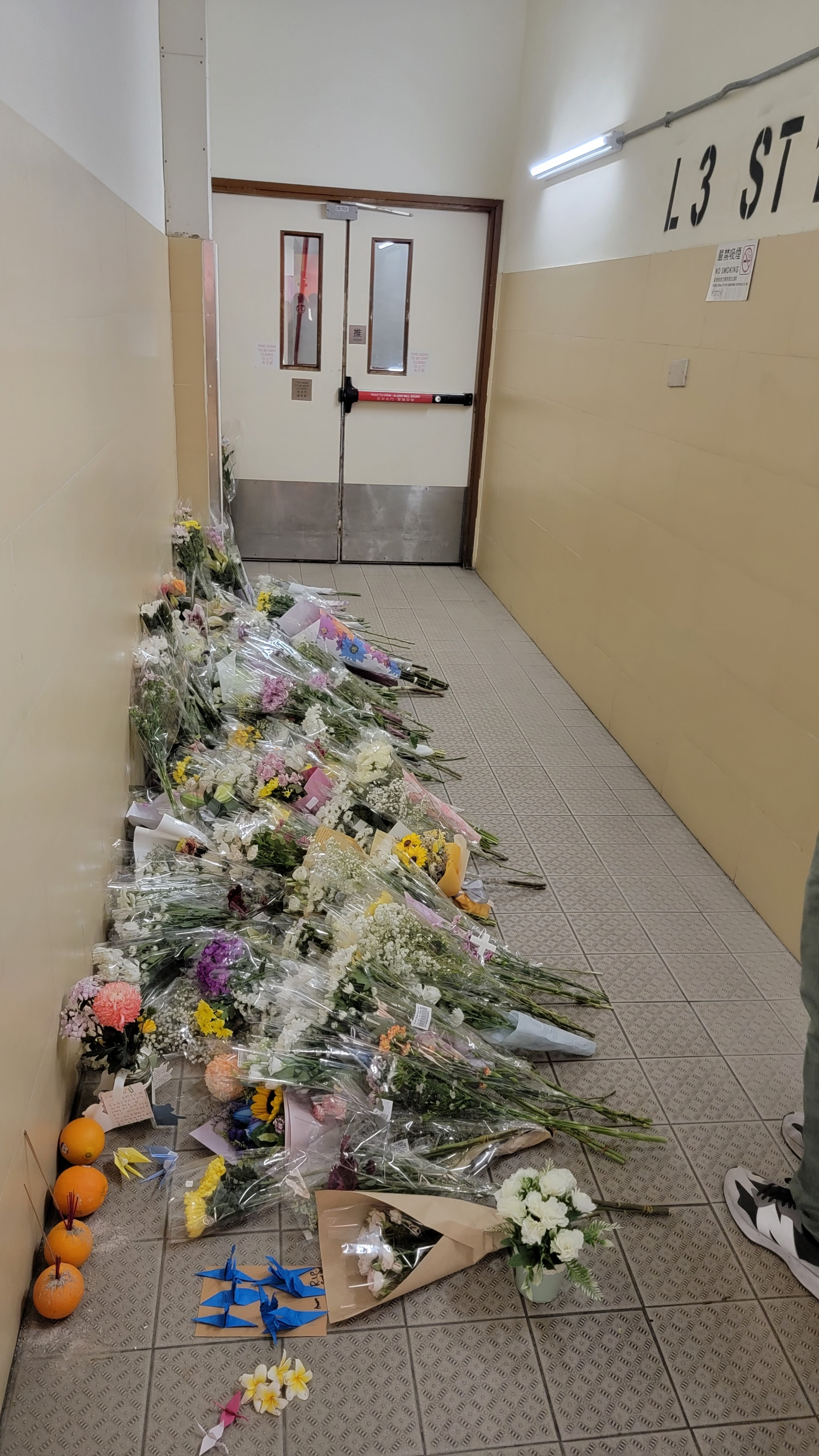
商場走火通道擺放了市民的獻花悼念死者

警務處於2023年6月3日凌晨舉行記者會，由東九龍總區刑事總部高級警司鍾麗詒主持，向媒體及公眾交代案情。警方表示，兩名遇害女子是朋友關係，相信被捕男子是單獨犯案，無證據顯示男子與兩人是互相認識，強調被捕人的犯案動機及雙方關係是警方最重要的調查方向，呼籲目擊者向警方提供資料。被問到案件是否隨機殺人案，鍾麗詒稱案件只是發生數小時，重申初步調查顯示男子與兩名女子並不相識，她又指會調查男子的精神病紀錄，包括覆診紀錄及相關醫生。
事件翌日，廣場照常開放，並安排案發地點附近一段走火通道給市民獻花，許多市民攜帶白花到場及寫心意卡悼念死者。警方派出大批機動部隊警員在荷里活廣場出入口及場內巡邏及截查市民，部分商戶繼續關閉，案發的走廊較為冷清，到6月4日，有便衣警員到獻花位置逐一檢查每張心意卡內容。
2023年6月3日早上11時01分，警方接獲荔枝角美孚新邨3座6樓一住戶報案，指其單位走廊外有一名男子手持兩把菜刀徘徊，其後失去蹤影，及後警方拘捕一名涉案24歲男子，以涉嫌「在公眾地方管有攻擊性武器（《公安條例》第33條）」將他拘捕，並檢獲兩把菜刀及一套睡衣，有關男子大約2年前患上思覺失調，未知是否仿效此案，事件中無人受傷。
2023年6月5日早上，受害者家屬到達富山殮房辦理認屍手續，期間沒有接受傳媒採訪，1小時後離開。
2023年6月7日，一名34歲男子因在2022年9月透過Facebook及Twitter社交平台公開發放宣揚暴力訊息，包括指隨機暴力可以改變社會現狀，發布2014年鄭捷在台北捷運隨機殺人事件，鼓吹無差別殺人的帖文而被警方拘捕，於同年8月30日在西九龍裁判法院被判兩個月醫院令。。
2023年7月1日，香港政府公布授勳及嘉獎名單，其中何兆輝（輝哥）獲頒授銅英勇勳章，以表揚他奮不顧身的高尚情操。當局指，鑽石山荷里活廣場發生的襲擊兇殺案中，在附近酒樓工作的何兆輝聽到尖叫聲後，到酒樓外查看，並勇敢地以椅子阻嚇疑兇，以阻止疑兇繼續向受害人施襲，表揚他即使生命受威脅，仍以椅子作防護留在現場，防止疑兇在警方到達前逃走，充份展現其英勇和無私精神。另外有4名市民在現場為受害者急救，而獲頒發「行政長官社區服務獎狀」，分別是吳嘉裕、胡卓豪、陳海杰和關寶欣。當局指，4人在荷里活廣場事件中表現無私，即使疑兇仍在現場，仍然為受害人急救，殊堪嘉許，故特頒獎狀，以示嘉勉。
2023年8月1日，有命案現場附近的韓國食品連鎖店「韓印紅」貼出告示，指受到斬人事件影響下，客人流量下大跌九成，店舖銷售額亦下跌七至八成。公司曾多次與業主九龍倉商討但沒有共識，並以「不會負上任何責任」回應下，最後只能結業，而剩下合同期限的租金將於法院判決後支付。而同層的商店職員批評商場業主在場內環境變得冷清下亦沒有正視問題。而對比其他分店下，案件發生後的生意較差。

## 起訴及審判
司徒成光被控兩項謀殺罪，於2023年6月5日由警車押解往觀塘裁判法院提堂。法院入口及囚車位置均有多名警員戒備。司徒成光上庭時戴上眼鏡及口罩，雙手握拳垂下，多次深呼吸，並由四名男警押送。司徒成光由當值大律師譚健業代表。法庭書記在庭上讀出相關控罪後，司徒成光語氣平靜回答「明白」。控方申請毋須答辯，並為司徒成光索取兩份精神科報告，以判斷他是否適宜答辯，以及有否入院令建議。署理主任裁判官鄭紀航批准申請，並將案押後至6月19日，期間司徒成光還柙小欖精神病治療中心。
6月19日，司徒成光在觀塘裁判法院第二次提堂，他戴上眼鏡及口罩，表現平靜、不時環顧法庭。裁判官為司徒成光索取的兩份精神科報告，均顯示他適宜答辯。辯方透露司徒成光同意兩份精神科報告的內容。控方申請毋須答辯，押後至10月10日再訊，以待警方進一步調查及搜證，並需時索取死者的驗屍報告、法證報告及錄取證人口供。裁判官劉淑嫻批准控方申請。司徒成光沒有保釋申請，繼續還柙小欖精神病治療中心。2023年10月10日，控方申請再押後明年1月再訊獲批。2024年3月25日，裁判官同意將案件轉介至東區裁判法院於5月2日審理。2025年4月22日，案件押後至7月14日再提堂。

## 各方反應

### 政府
行政長官李家超於2023年6月3日早上發表聲明，對事件感到難過，並對兩名死者的家人致以深切慰問。他強調警方已將凶徒拘捕，將全力調查，「這是一宗個別的個案，警方和各執法部門繼續努力不懈，堅決維持香港的治安。」李家超在聲明亦表示，「明白市民在知悉事件後可能感到不安及擔心，特別是一些關於此案的影片在網上流傳」，呼籲市民停止轉發有關影片，並關懷身邊的家人和朋友。另外，李家超表示將檢視精神科病人治療流程，加強在市區巡邏，維持市民對香港治安的信心。
民政及青年事務局局長麥美娟在社交平台撰文指，形容有關片段極度血腥殘忍、令人不安，呼籲市民停止轉發，亦避免兒童觀看相關片段，以及建議受情緒困擾的市民盡快尋求專業協助。
醫務衛生局局長盧寵茂表示，希望市民不要標籤精神健康有需要人士，繼續支持及鼓勵他們尋求幫助，同時感謝在場市民協助急救。
社會福利署表示，留意到涉案影片在網上廣泛流傳，呼籲市民如因觀看涉案影片而受情緒困擾，需盡快尋求專業協助，並停止轉發有關影片，有需要的市民可致電社署24小時熱線及紅十字會熱線求助。社署翌日於案發現場附近、港鐵鑽石山站C2出口設立流動服務站，向市民派發單張及講解處理情緒困擾的方法。社署亦接觸兩名死者家屬及兇徒家屬，並提供支援。
醫院管理局提醒，部分曾在現場目睹意外或在網上瀏覽過事故片段的市民，或會出現不安情緒，指精神健康專線會提供情緒支援，並稱會加派人手全力為市民提供情緒支援。
平等機會委員會行政總監朱崇文在香港電台節目《千禧年代》指，留意到在事件發生後，標籤精神病人的情況在網上有所增加，他指這次「突發事件」，市民感到恐懼可以理解，提醒若煽動他人對精神病患者持負面看法，屬違法行為，有機會觸犯《殘疾歧視條例》。朱崇文又指，「精神病」包含不同種類精神問題，只有嚴重個案才會有暴力問題出現，而且研究顯示環境因素，例如病人居住條件、有否濫藥、社交狀況、是否願意服藥和覆診等環境因素，才會增加風險。他又指，社會的標籤只會加劇負面因素，不應「火上加油」將暴力與精神病掛勾。他稱讓患者不被歧視，享受同等機會，「反而幫到件事」。

### 立法會議員
選委界立法會議員江玉歡於2023年6月2日晚上在Facebook發文，形容事件令人痛心，「究竟我們的社會何會出現這樣兇殘的案件？片段令人嚴重不安。」，她指「我們時常強調和諧幸福。但係點解一有不和就要施以毒手？點解類似的案件會接二連三發生？」就事件引起市民對精神健康的關注，江玉歡於6月3日在Facebook撰文，以「我們有沒有真正關注精神健康問題」為題，提到疫情期間曾提出政府應關注市民的精神健康，指出三年疫情令市民身心俱疲，常感孤獨無依，精神科覆診預約亦出現延誤。她提到曾在社交平台發帖，提及身邊不少好友患上了不同程度的抑鬱和焦慮症，「可惜衞生當局對此現象聽不進耳裡」。批評當局疫情以來未有正視市民的精神健康問題，反問「今次事件還不足以令我們醒覺嗎？」、「市民的精神健康和安全，不比發展經濟重要嗎？」、「政府的龐大架構內，難道沒有人材處理市民的精神情緒健康？」
社會福利界立法會議員狄志遠敦促政府要盡快審視現時精神健康服務，認為相關服務並不足夠，很多個案都沒有詳細跟進，值得反思服務可否進一步改善，不希望有所謂「血的故事」出來，政府才做跟進工作。狄志遠又擔心在疫情後，社會的整體情緒及精神狀態不穩定，希望政府關注。
飲食界立法會議員張宇人撰文，公開表揚廚師「輝哥」的英勇舉動，為此代表飲食業仝人向他致敬。
2023年6月6日，立法會議員田北辰及狄志遠提出於會議上就命案提出急切口頭質詢，包括精神健康支援事宜等，但被立法會主席梁君彥以不符合《議事規則》中「性質急切」的理由而拒絕批准質詢。

### 非政府組織
荷里活廣場於2023年6月3日早上發表聲明，對於兩名市民在商場內不幸遇襲喪生深感難過，指已全力配合警方調查，並會為商場員工及租戶提供心理支援服務。商場由即日起，暫停舉辦推廣活動至6月14日。荷里活廣場亦將社交平台的頭像圖片轉為黑白色直至6月10日。
香港紅十字會公開呼籲市民避免觀看案件片段，以免引致不安。
慈善組織「江西天師道正一派協會」發起眾籌，為劉繼禧母親募集善款應付殮葬及生活等開支。

### 其他人士
港大臨床醫學院精神醫學系講座教授陳友凱批評精神科患者需要排期約55至95星期（至少一年或以上），有關情況不可接受，指長時間的等待容易令病情惡化，從而導致悲劇。
前立法會議員陳沛然在社交媒體表示對有人公開商場閉路電視記錄片段表示不滿，已經去信要求個人資料私隱專員要求跟進。
港大社會工作及社會行政學系教授林一星認為，需要檢視現時精神健康服務不足之處，如果按現行制度，但不增加資源人手，難以解決問題。

## 爭議

### 林作借機揶揄案件
案件發生後，林作隨即於社交平台發文「抽水」，上載一張參考疑兇造型的照片，並稱有其穿著的同款波鞋出售。文章一出，迅速被大批網民批評，更有網民指其「冇人性」。他遭狠批後自行刪除照片及帖文，他在刪除原帖後曾發聲明，稱堅決不會道歉，並「自豪」重申正因從不道歉「才能走到今日」。他更稱是「很好的教育大眾機會」，希望大眾不要脆弱到被事件引致不安，指世界各地每日皆發生殘忍的死亡事件，市民皆沒有反應。他又形容自己所做的比民青局局長麥美娟及紅十字會更有實際貢獻，稱「美國慶幸有特朗普，香港慶幸有林作」，「大把人欣賞我的幽默」。及後他續出帖，指「沒有任何事情是不應該被用來開玩笑的」。
2023年6月4日，林作任職的保險公司英國保誠發表嚴正聲明，不點名指有個別理財顧問於社交平台就社會悲劇作出不當言論及行為，指與保誠的價值觀背道而馳，絕不代表保誠立場。保誠稱經內部調查，決定終止與其合約，並稱公司有清晰的「社交媒體指引」，員工及理財顧問應當遵守。林作回覆傳媒確認消息，稱由公司最高層致電通知，未提及原因，估計因為網民攻擊公司，故在輿輪壓力下作此決定，又稱自己「無官一身輕」。
6月5日，在律師的陪同下舉辦記者會，林作一改以往態度，主動向死者家屬致歉，但堅持不會為以往的言論致歉。

### 不實消息
斬人案發生後不久，多間傳媒一度發佈錯誤資訊，指其中一名女死者與行兇者為夫妻關係，因女方出軌而招致情殺。如文匯報在案發當天晚上8時59分發文，指「39歲兇手與其中1名女死者為夫婦」，經警方交待案情後有關報道已經刪除。有評論批評，相關報道將被害原因歸究於感情瓜葛及性傾向是明顯的偏見。

### 污名化精神病患者
案發後傳媒普遍均有報道兇手有精神病史，令公眾擔憂精神病患者是否有機會危及社會治安。精神科專科醫生曾繁光澄清，妄想精神分裂症屬嚴重精神病，患者會確信沒有事實基礎的想法及信念，因而作出暴力行為，但發生機會極低。而根據香港心理衛生會的資料顯示，有暴力行為的精神病患者佔總病患人數不到百份之五。醫生麥永接指絕大部分精神病患者是沒有暴力傾向，若傳媒在報道時，放大精神病人是「隨機」、「無法預測」，會造成公眾錯誤理解精神病。
臨床心理學家李昭明撰文，認為新聞界常將「精神病」與「暴力」扯上關係， 甚至把兩者畫上等號，是污名化精神病的行為，有機會令精神病患群體被社會排斥。

## 其他同類事件
韓國一名男子其後在7月21日，於首爾新林地鐵站外持刀襲擊途人，導致1死3傷。經調查過後，韓國警方懷疑疑犯有意模仿本案。
2024年5月22日，一名男子衝入沙田水泉澳廣場內的一間快餐店持刀隨機襲擊職員及食客，隨後被民眾合力制服。事件中其中一名阻止兇徒的黃先生接受香港01訪問，表示不想再看到如荷里活廣場謀殺案般的慘劇，因此毫不猶豫挺身而出。